# マイケル・マクファーソン
マイケル・マクファーソン（Michael McPherson、1982年7月21日 - ）は、アメリカ合衆国。ミシガン州オトセゴ郡出身の男性フィギュアスケート選手。2001年世界ジュニア選手権3位。パートナーはクリステン・ロス、エマ・フィブス。

## 経歴
ミシガン州のオトセゴに生まれ、3歳のころからスケートを始めた。もともとアイスホッケー選手として活動していたが10歳のころにペアスケーターに転向し、のちにクリステン・ロスとペアを結成。2000年全米選手権ノービスクラスで優勝し頭角を現した。
2000-2001年シーズンからISUジュニアグランプリに参戦し、JGPサンジェルヴェで優勝、JGPファイナルでも2位となる。2001年全米選手権ジュニアクラスでも2位となり、初出場の2002年世界ジュニア選手権では3位となった。しかし、翌2001-2002年シーズンはケガのためにシーズンを棒に振ることになる。
2002-2003年シーズンからシニアクラスに転向し、ISUグランプリシリーズに出場したものの表彰台に上ることはなく、2003年全米選手権でも10位に沈み、同シーズン終了後にクリステン・ロスとのペアを解消。その後、エマ・フィブスと新たにペアを結成し、2004年全米選手権に臨んだが11位に終わった。シーズン終了後、ペアも解散。

## 主な戦績
- 戦績はクリステン・ロスとのペア時。

| 大会/年            | 2000-01 | 2001-02 | 2002-03 |
| ------------------ | ------- | ------- | ------- |
| 全米選手権         | 2 J     |         | 10      |
| GPスケートアメリカ |         |         | 9       |
| GPNHK杯            |         |         | 7       |
| 世界Jr.選手権      | 3       |         | 8       |
| JGPファイナル      | 2       |         |         |
| JGPハルビン        | 4       |         |         |
| JGPサンジェルヴェ  | 1       |         |         |

- J = ジュニアクラス

### 詳細
| 2002-2003 シーズン     |                                                            |    |    |      |
| 開催日                 | 大会名                                                     | SP | FP | 結果 |
| 2003年2月24日-3月2日   | 2003年世界ジュニアフィギュアスケート選手権（オストラヴァ） | 7  | 8  | 8    |
| 2002年11月28日-12月1日 | ISUグランプリシリーズ NHK杯（京都）                        | 7  | 7  | 7    |
| 2002年10月23日-27日    | ISUグランプリシリーズ スケートアメリカ（スポケーン）       | 9  | 9  | 9    |